# Đảo Tri Tôn
Đảo Tri Tôn (tiếng Anh: Triton Island; giản thể: 中建岛; phồn thể: 中建島; Hán-Việt: Trung Kiến đảo; bính âm: Zhōngjiàn dǎo) là một cồn cát thuộc nhóm đảo Lưỡi Liềm, quần đảo Hoàng Sa. Đảo nằm ở cực tây và có diện tích đứng thứ ba trong số các đảo của Hoàng Sa. Tri Tôn là đảo gần với bờ nhất so với Việt Nam trong số các đảo thuộc quần đảo Hoàng Sa. Đảo nằm cách mũi Ba Làng An thuộc đất liền Việt Nam 134,6 hải lý (249,3 km) và cách đảo Lý Sơn 121,1 hải lý (224,3 km). So với Trung Quốc, đảo Tri Tôn cách nơi gần nhất của đảo Hải Nam 168,4 hải lý (311,9 km).
Đảo Tri Tôn là đối tượng tranh chấp giữa Việt Nam, Đài Loan và Trung Quốc. Hiện nay, Trung Quốc đang kiểm soát đảo này.

## Tên gọi

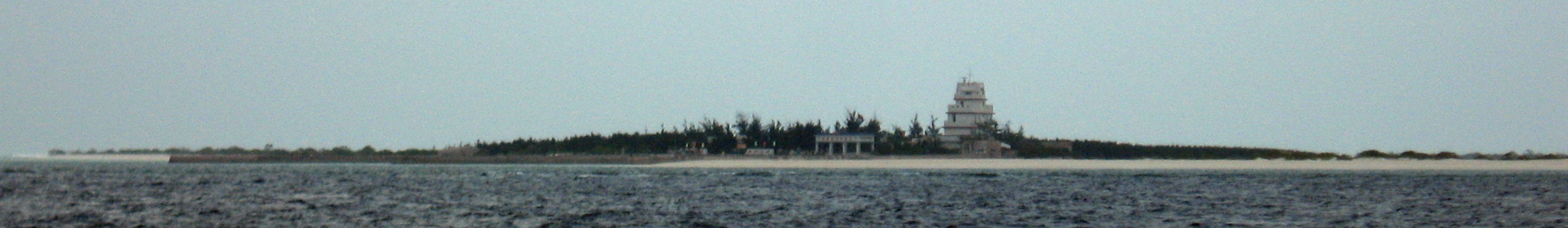
Ảnh chụp ảnh đảo Tri Tôn

Đảo Tri Tôn có tên tiếng Anh là Triton Island và tên tiếng Trung là đảo Trung Kiến. Tên tiếng Anh được đặt theo tên chiếc tàu Triton của Anh Quốc, xuất hiện trong mô tả của nhà thủy văn học James Horsburgh từ thế kỷ XIX. Về phía Trung Quốc, vào năm 1935, Trung Hoa Dân Quốc xuất bản một biểu đối chiếu địa danh tiếng Anh-tiếng Trung ở Biển Đông, trong đó phiên âm tên Anh ra thành đảo Thổ Lai Đường (tiếng Trung: 土萊塘島; bính âm: Tǔláitáng dǎo); năm 1947, nước này đổi tên nó thành đảo Trung Kiến, dựa theo tên chiến hạm Trung Kiến đến đòi chủ quyền đảo này vào năm 1946. Tên tiếng Việt như hiện nay đã có từ thời Việt Nam Cộng hòa, được nêu trong Bạch thư về quần đảo Hoàng Sa và Trường Sa do Bộ Ngoại giao nước này công bố năm 1975.

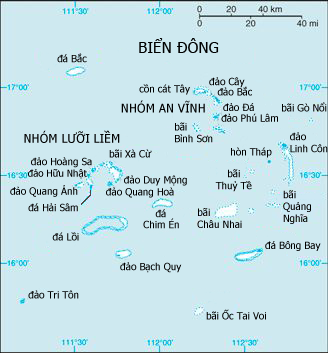
Vị trí của đảo Tri Tôn trong quần đảo Hoàng Sa

## Đặc điểm

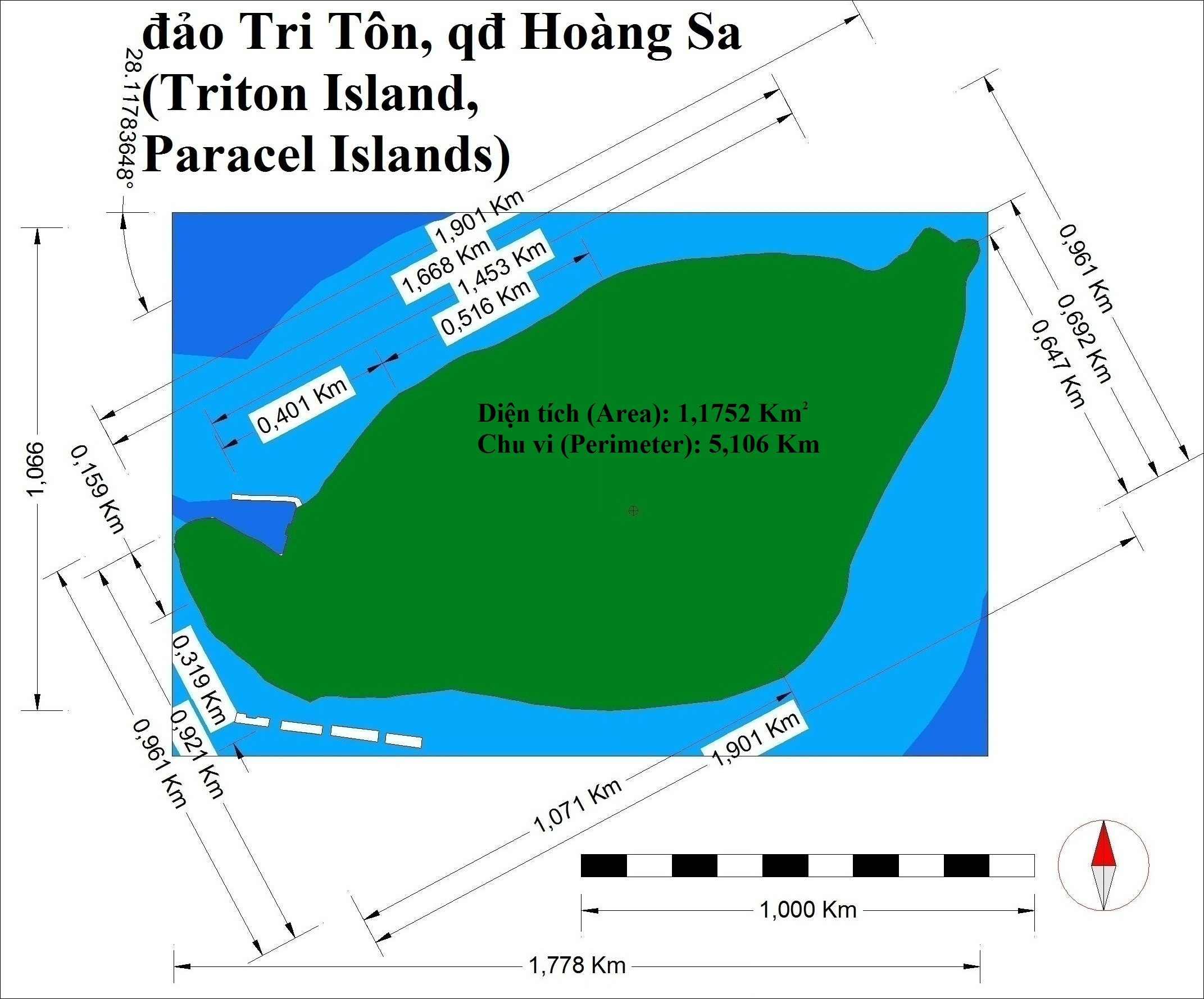
Bản đồ đảo Tri Tôn (Triton Island) quần đảo Hoàng Sa (Paracel Islands).

Đảo Tri Tôn là một cồn cát hình thành trên một rạn mặt bàn, có dáng hơi tròn, ở giữa lõm xuống và thường đọng 0,5 m nước. Chiều dài tính từ bắc xuống nam là 1.850 m, chiều rộng khoảng 800 m, độ cao bình quân chỉ 2 m. Khi thủy triều xuống, diện tích đảo có thể đạt đến 1,5 km² (xếp thứ ba về diện tích ở Hoàng Sa sau đảo Phú Lâm và đảo Linh Côn), song khi thủy triều lên thì thu hẹp chỉ còn 0,85 km².
Xung quanh đảo là dải san hô khá rộng, từ 500 đến 1.000 m. Đảo thường bị ngập - đặc biệt là khi bão đi qua - nên cây cối khó phát triển. Vốn dĩ đảo Tri Tôn khô cằn, không có cây cỏ, song Trung Quốc đã chở đất và mang các thực vật như dừa, thông đuôi ngựa, bàng và phi lao ra trồng. Môi trường thay đổi đã thu hút thêm chim biển đến đảo.

## Trung Quốc đoạt quyền kiểm soát
Sau Hải chiến Hoàng Sa 1974 với Việt Nam Cộng hòa và kiểm soát được phần còn lại của quần đảo Hoàng Sa, năm 1975, Hạm đội Nam Hải bắt đầu cử quân ra đảo Tri Tôn, dần dần xây dựng doanh trại (hiện đã có tòa nhà cao bốn tầng) và trồng cây cối. Để cải thiện đất nhằm tăng tỉ lệ cây sống sót, có lệ bất thành văn rằng quân nhân nào về thăm thân nhân thì khi quay lại phải mang theo một bao đất và phân bón. Qua hàng chục năm (tính đến 2012), trên đảo đã có 3.000 cây thông đuôi ngựa, trên 1.000 cây Carrierea calycina, 200 cây dừa và 2.000 m² được dây leo bao phủ.
Theo trang điện tử của Đài Truyền hình Phượng Hoàng (Hồng Kông), không lâu sau Chiến tranh biên giới Việt-Trung 1979, ngày 10 tháng 4 cùng năm, Việt Nam cử ba tàu đến vị trí chỉ cách đảo Tri Tôn 500 m để trinh sát nhưng bị tàu tuần tra Trung Quốc bắt.
Ngày 15 tháng 5 năm 1996, Chính phủ nước Cộng hòa Nhân dân Trung Hoa ra bản tuyên bố về đường cơ sở lãnh hải, trong đó ngoài đường cơ sở để tính chiều rộng lãnh hải từ đất liền còn có "đường cơ sở của lãnh hải liền kề quần đảo Tây Sa [Hoàng Sa]", từ đó đo chiều rộng của lãnh hải và vùng đặc quyền kinh tế tương ứng. Trong số 28 điểm cơ sở lập thành đường này, tại đảo Tri Tôn có 7 điểm.
Đầu tháng 5 năm 2014, Trung Quốc đưa giàn khoan dầu HD-981 đến hạ đặt tại một vị trí cách đảo Tri Tôn 17 hải lý về phía nam, gây ra cuộc tranh chấp Trung Quốc - Việt Nam về vấn đề giàn khoan này. Quan điểm của phía Việt Nam là phản đối vì cho rằng nơi đặt giàn khoan nằm trong vùng đặc quyền kinh tế và thềm lục địa của Việt Nam, còn quan điểm của phía Trung Quốc là họ đang tác nghiệp bình thường vì nơi đặt giàn khoan nằm trong "vùng biển của quần đảo Tây Sa".
Ngày 30 tháng 1 năm 2016, chiến hạm USS Curtis Wilbur của Hải quân Hoa Kỳ xâm nhập vùng biển 12 hải lý quanh đảo Tri Tôn, mục đích theo như lời của phát ngôn nhân Bộ Quốc phòng Hoa Kỳ là nhằm "thách thức các đòi hỏi hàng hải quá mức ngăn trở các quyền và tự do của Hoa Kỳ cũng như các quốc gia khác chứ không phải [thách thức] đòi hỏi lãnh thổ đối với các đảo", và rằng hoạt động này thách thức cả ba bên tuyên bố chủ quyền gồm Trung Quốc, Đài Loan và Việt Nam. Bộ Quốc phòng Hoa Kỳ thông báo rằng chuyến hải hành của chiến hạm này phù hợp với luật pháp quốc tế khi bảo vệ tự do hàng hải. Trung Quốc cho đó là hành động khiêu khích, vi phạm pháp luật Trung Quốc vì đã xâm nhập lãnh hải mà không xin phép trước.

## Tàu gặp nạn
Ngày 25 tháng 9 năm 1973, tàu USNS Sgt. Jack J. Pendleton (T-AKV-5) của Hải quân Hoa Kỳ mắc cạn tại rạn san hô quanh đảo Tri Tôn khi trên đường từ Việt Nam Cộng hòa về nước. Mỹ không cứu được tàu và đành bỏ.